# Imgdal
Imgdal (franska: Imgdal (CR), Imgdal (Commune Rurale), arabiska: اجوكاك) är en kommun i Marocko.   Den ligger i provinsen Al Haouz och regionen Marrakech-Safi, i den centrala delen av landet, 300 km söder om huvudstaden Rabat. Antalet invånare är 5 537.